# Воинское кладбище № 48 (Регетув-Выжны)
Воинское кладбище № 48 — Регетув-Выжны (пол. Cmentarz wojenny nr 48 - Regetów Wyżny) — воинское кладбище, находящееся в окрестностях села Регетув, Горлицкий повят, Малопольское воеводство. Кладбище входит в группу Западногалицийских воинских захоронений времён Первой мировой войны. На кладбище похоронены военнослужащие Австро-Венгерской и Российской армий, погибшие во время Первой мировой войны в ноябре 1914 и марте-мае 1915 года.

## История
Кладбище было построено Департаментом воинских захоронений К. и К. военной комендатуры в Кракове в 1915 году по проекту словацкого архитектора Душана Юрковича. На кладбище площадью 48 квадратных метра находится 4 братских и 7 индивидуальных могила, в которых похоронены 74 австрийских и 136 русских солдат.
Кладбище считалось одним из самых лучших проектов словацкого архитектора Душана Юрковича. В первое время оно находилось на границе леса на склоне небольшого холма. Сегодня кладбище находится в руинах в глубине леса. До настоящего времени частично сохранилось каменное ограждение и надгробные кресты.